# Ceremonia del Fuego Nuevo

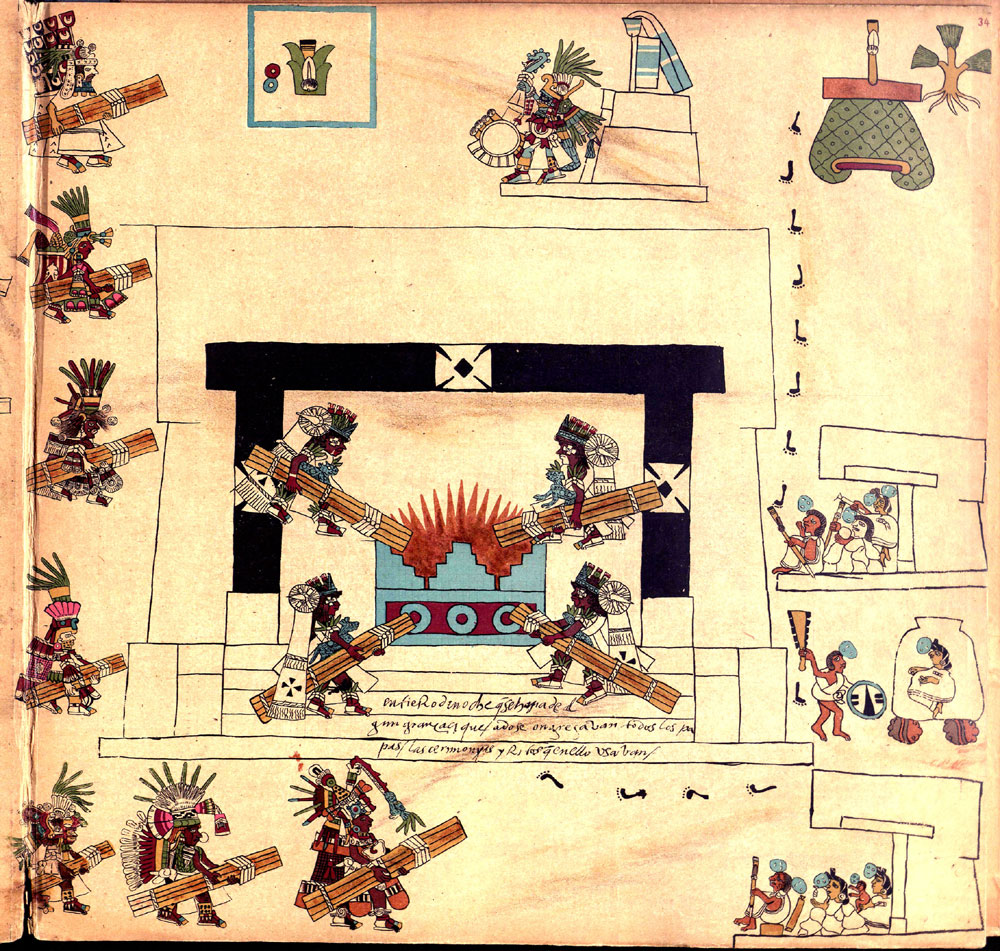
Representación de una ceremonia del fuego nuevo (Codex Borbonicus, p.34).

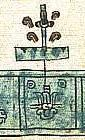
Glifo del Fuego Nuevo, de acuerdo con el Códice Mendoza.

La Ceremonia del Fuego Nuevo es un ritual que realizaban los mexicas. Según varias interpretaciones arqueológicas, fue practicado por otros pueblos del centro de México durante el posclásico, e incluso se considera que siglos antes, pues se cree que en Teotihuacán también se realizaba.
La importancia de la ceremonia radica en que representaba la búsqueda del equilibrio y orden del universo, ellos se sentían en armonía y colaboraban para mantener ese orden. Dentro de su cosmovisión la creación del Sol  era representado a través de esta ceremonia, la renovación del compromiso al final de una era mantenía la continuidad del movimiento solar y por ende del tiempo, el pacto celebrado por los dioses para dar vida a este mundo lo reafirmaban los hombres. Era intrínseco el conocimiento astronómico, este se basaba en la posición opuesta al primer paso del Sol por el cenit.

## Frecuencia y fecha de la celebración
Generalmente se piensa que el Fuego Nuevo se celebraba únicamente cada 52 años debido a la importancia calendárica del xiuhmolpilli (atadura de años) cuando coincidía el inicio de los dos calendarios mexicas, el tonalpohualli, de 260 días, y el xiuhpohualli, de 365 días. Sin embargo, según interpretaciones de algunos investigadores en los códices Borgia, Vindobonensis, Laud y Nuttall, lo renovaban cada año. Según las fuentes, también había ceremonias especiales cada 4, 8 y 13 años. Aunque sólo cada 52 años se renovaban todas las imágenes y otros objetos de culto, junto con los enseres domésticos, es decir, tanto lo sagrado como lo profano.
La evidencia documental nos plantea que la ceremonia se realizaba desde los orígenes migratorios. Por lo que dependiendo de la fuente será el número de veces que lo realizaron; la fuente con la fecha más antigua (asociada al Fuego Nuevo) es Chimalpahin quien menciona el encendido de 1091. El Códice Boturini inicia la migración en 1116 y marca la pauta de los lugares donde se celebró; 1143 Coatepec, 1195 Huitzcoltepetl (Apazco), 1247 Tecpayotepetl (Tecpayocan), 1299 Chapoltepec. La mayoría de las fuentes que señalan la fecha de salida lo hacen en 1168,  por lo que acortan la cantidad de lugares eliminando la mención de la ceremonia en Apazco.
Propiamente las celebraciones a las que les podemos conceder una validez histórica son las últimas cuatro (1351, 1403, 1455 y 1507) ya realizadas en Tenochtitlan-Huixachtecatl, pues la de Chapoltepec según algunas fuentes no se hizo o fue cambiada de fecha, pero todo indica que no fue en el momento adecuado y sí la peor celebrada.
La correspondencia con la concepción actual de fin-inicio partiendo de un punto cero o uno, no aplica para el pensamiento indígena. Ellos al parecer por motivos astronómicos habían desplazado la ceremonia, por lo que no la hacían ni al final de siglo (año 13-acatl) ni al final del año (12 de febrero, juliano). Hay un cambio histórico del año inicial de siglo de 1-tochtli a 2-acatl mientras que el día parece que cambio de la veintena de Quecholli a Panquetzaliztli.
El momento considerado en que se realizaba, era cuando las Pléyades llegaban al punto más alto del cielo, así lo refiere Fray Bernardino de Sahagún:
"...el mundo se había de acabar en el fin de una de estas gavillas de años; y tenían pronóstico u oráculo que entonces había de cesar el movimiento de los cielos, y tomaban por señal al movimiento de las Cabrillas (las Pléyades) la noche de esta fiesta, que ellos llamaban toxiuh molpilia; de tal manera caía que las Cabrillas estaban en medio del cielo, a la media noche".
El dato de Sahagún que es respaldado por otros cronistas presenta cierta ambigüedad del término, pues para nosotros "media noche" significa las "cero horas" expresada por nuestros instrumentos de medición, mientras que desconocemos la precisión de su sistema para contar las "horas o minutos" y por lo tanto calcular la "media noche" resultaría o sería manipulable, pues el paso de una estrella por el cenit puede percibirse durante varios días continuos e incluso semanas. Por otra parte, la evidencia nos muestra el interés simbólico por expresar estos acontecimientos por lo que más bien la referencia es al punto considerado más profundo del Sol, este sería el lado opuesto al paso cenital (considerado el punto más alto) siendo el 6 de noviembre cuando el sol se encuentra en el nadir (su punto más bajo) y las Pléyades en el cenit, combinando ambos aspectos se obtiene mayor precisión.
Para Rafael Tena el evento sufrió un desplazamiento por lo que en vez de celebrarse la noche del 6 de noviembre se pasó al 9 de diciembre, pues considera que se fusionó la ceremonia del Fuego Nuevo con la fiesta de Huitzilopochtli al final de la veintena de Panquetzaliztli.

## La ceremonia

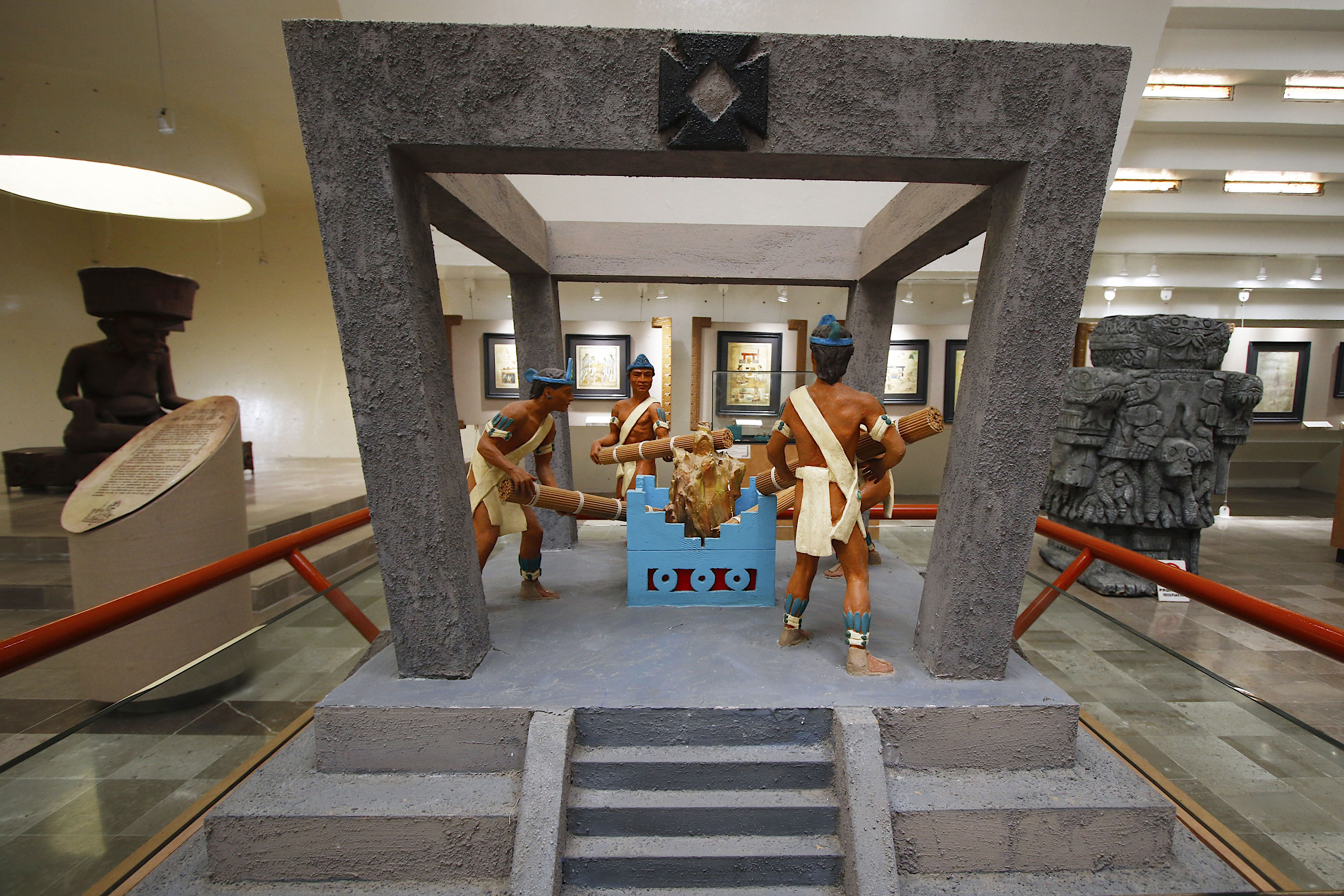
Recreación del ritual del fuego nuevo de 1507 en el Cerro de la Estrella, Iztapalapa, Museo de Fuego Nuevo.

En la tarde del 6 de noviembre (juliano) de 1507 posiblemente fue celebrada por última vez. Las esculturas de los dioses eran sacrificadas ritualmente junto con los adornos y demás instrumentos de culto portátiles. La gente común también se deshacía de las representaciones de las divinidades que tenían en sus altares caseros y a la vez destruían sus pertenencias viejas; trastes, ropa, petates, incluso las tres piedras del fogón (tenamaztli, señor Tenamaztli) consideradas sagradas; tampoco podían quedarse con los instrumentos para hacer fuego, ni los pedernales (tecpatl) ni con los palos saca-fuego (tlecuahuitl o mamalhuaztli). Todo lo destruido era quemado o en su caso (materia dura) arrojado a las acequias. También la casa se limpiaba totalmente dejando todo en orden y se apagaban los fuegos, quedando en completa oscuridad.
Al atardecer los principales sacerdotes se ataviaban como las divinidades, e iniciaban una procesión anocheciendo con pasos muy solemnes a lo cual denominaban teonehnemih "caminan como divinidad". Durante este trayecto del recinto mayor al cerro de Huixachtecatl en Ixtlapalapan (Iztapalapa) el sacerdote de Copolco, el encargado de encender el fuego, cada determinado trecho hacía un fuego como practicando previo al momento decisivo.
Las familias en sus hogares, si había mujeres embarazadas, les ponían máscaras hechas de pencas de maguey y las encerraban en las trojes, pues se creía que si se detenía el tiempo descenderían del cielo las deidades menores conocidas como Tzitzimime que devorarían a la humanidad y que de igual manera las embarazadas se convertirían en estas criaturas. El resto de la familia subía a la azotea y permanecían en vela, a los niños también se les ponían máscaras de maguey, se decía que si se quedaban dormidos se convertirían en ratones, por lo que continuamente se daban empujones para seguir despiertos.
Los sacerdotes después de cerca de seis horas llegaban a la cima del Huixachtecatl y esperaban a que las Pléyades estuvieran en posición. Al momento indicado como se dijo el sacerdote de Copolco encendía el fuego y prendía una gran hoguera que ya tenían preparada, esta al arder era vista  en casi todos los alrededores, así cuando era vista, todas las personas que estaban en las azoteas se sacaban sangre de las orejas y la lanzaban en dirección de aquella luz, todos eran obligados a hacer esta penitencia incluso los niños de cuna. Luego de encendida la hoguera se acercaban los sacerdotes que habían asistido de los pueblos cercanos para tomarla y luego pasarla a un grupo de corredores que llevaban el fuego a los templos principales de cada barrio donde también tenían preparada leña para hacer nuevas hogueras,  y de ahí el pueblo iba a tomarlo para llevarlo a su hogar. Había tal cantidad de lumbres que parecía de día. Amaneciendo todos se vestían con prendas nuevas, ponían nuevos petates y comenzaban a fabricar todas sus cosas de nuevo. Era costumbre ayunar sin beber agua y sólo comían tzohuatl (amaranto con semillas y miel), rompían el ayuno después del mediodía.

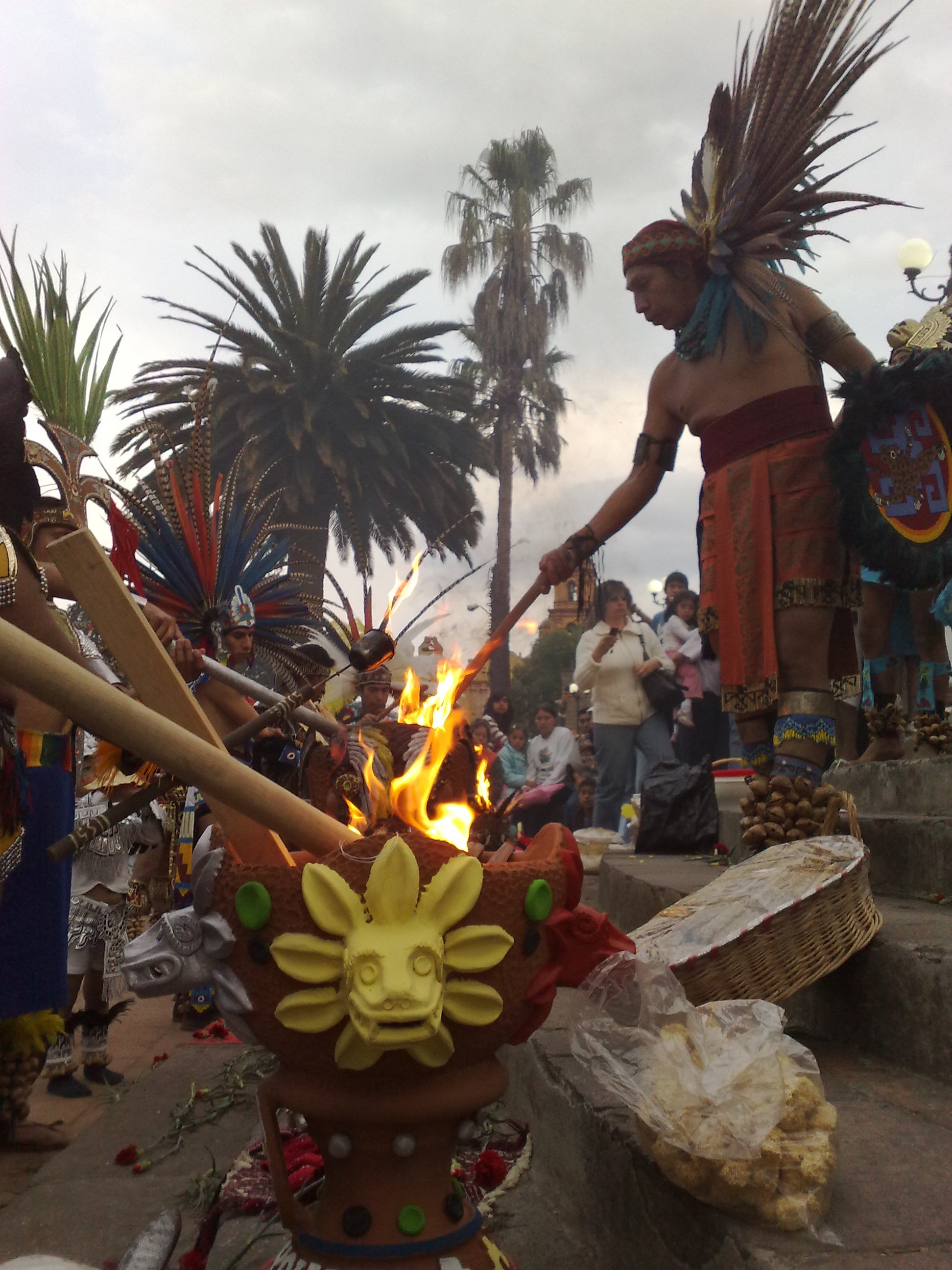
Ceremonia del Fuego Nuevo en Metepec, Estado de México.

La ceremonia, así como el número de personas sacrificadas al amanecer, se encuentra bien documentada por Fray Toribio de Benavente en su "Historia de los indios de la Nueva España" escrita hacia 1541: 
Luego salían ciertos ministros de los templos de México, dos leguas a un lugar que se dice Ixtlapalapa, y subían a un cerrejón que allí esta, sobre el cual estaba un templo del demonio, al cual tenia mucha devoción y reverencia el gran señor de México, Moteuczoma. Pues allí a la media noche, que era principio del año de la siguiente hebdómada, los dichos ministros sacaban nueva lumbre de un palo que llamaban palo de fuego, y luego encendían tea, y antes que nadie encendiese, con mucho fervor y prisa la llevaban al principal templo de México, y puesta la lumbre delante de los ídolos, traían un cautivo tomado en guerra, y delante el nuevo fuego sacrificándole, le sacaban el corazón, y con la sangre, el ministro mayor rociaba el fuego a manera de bendición. Esto acabado, ya que el fuego quedaba como bendito, estaban alii esperando de muchos pueblos para llevar lumbre nueva a los templos de sus lugares, lo cual hacían pidiendo licencia al gran príncipe o pontífice mexicano, que era como papa, y esto hacían con gran fervor y prisa. Aunque el lugar estuviese hartas leguas, ellos se daban tanta prisa que en breve tiempo ponían allá la lumbre. En las provincias lejos de México hacían la misma ceremonia, y esto se hacía en todas partes con mucho regocijo y alegría; y en comenzando el día en toda la tierra y principalmente en México hacían gran fiesta, y sacrificaban cuatrocientos hombres en solo México.

## Uso actual
Desde hace algunos años, diversos grupos que se auto denominan de “tradición” han retomado la ceremonia, queriendo restituirle su sentido astronómico. Debido a deriva del cielo, ellos en la actualidad lo realizan el 19 de noviembre.
Las referencias a una supuesta sobre-vivencia no están bien documentadas y por lo general son datos dispersos y en ocasiones, incoherentes.
La ceremonia del Fuego Nuevo se realiza actualmente el día 19 de noviembre de cada año en el Cerro de la Estrella (Huizachtépetl), en la Ciudad de México, como parte de los festejos de tradición de los pueblos originarios, tomando como base las fechas en las que se realizaba dicho ritual durante el siglo XVI. Coincidiendo astronómicamente con el paso cenital de las Pléyades durante ese siglo, aunque en la actualidad ocurre 8 días después.